# Брониран влак
Бронираният влак притежава дебела броня и обикновено е въоръжен с артилерия и картечници. Използван е във военни действия предимно в края на XIX и началото на XX век когато е предоставял възможността бързо да се преместват големи количества огнева мощ. Употребата им бързо намаляла с развитието на пътния превоз, който е много по-надежден и гъвкав за разлика от влаковете чиито релси са лесна мишена. Въпреки това и в нашия век са използвани импровизирани бронирани танкове по време на Втората чеченска война.

## Бронирани влакове в киното
| Година | Заглавие на български    | Оригинално заглавие | Информация |
| ------ | ------------------------ | ------------------- | --- |
| 1977   | Войници на свободата     | Солдаты свободы     | В последния 4-ти епизод словашки брониран влак среща немска моторизирана група.                                                    |
| 1986   | Лапута: Замъкът в небето | 天空の城ラピュタ    | Към края на филма брониран влак препречва пътя на главните герои.                                                                  |
| 1995   | Златното око             | GoldenEye           | Джеймс Бонд преследва с танк съветски брониран локомотив. Като брониран танк е пременен британски дизелово-електрически локомотив. |
| 2007   | Александра               | Александра          | Руски филм за Втората чеченска война в която са използвани бронирани влакове.                                                      |
| 2014   | Непобедимите 3           | The Expendables 3   | Филмът е сниман в България |